# محطة نقل (إدارة المخلفات)

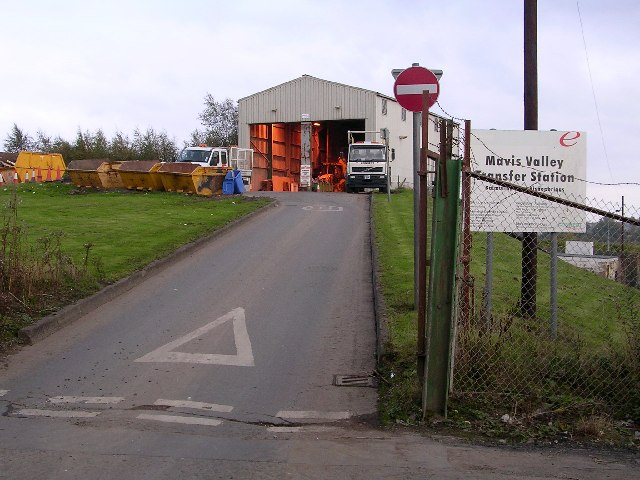
محطة نقل في اسكتلندا.

محطة النقل هي موقع بناء أو معالجة للترسيب المؤقت للنفايات، وغالبًا ما تسمى محطات نقل النفايات، أو مرافق إعادة تدوير المواد (MFU). غالبًا ما تستخدم محطات النقل كأماكن حيث ستقوم مركبات جمع النفايات المحلية بإيداع حمولة نفاياتها قبل تحميلها في مركبات أكبر. تنقل هذه المركبات الكبيرة النفايات إلى نقطة التخلص النهائية في محرقة أو مكب نفايات أو مرفق نفايات خطرة أو لإعادة التدوير.
تتواجد محطات النقل في بعض الأحيان مع مرافق استعادة المواد ومع أنظمة المعالجة البيولوجية الميكانيكية الموضعية لإزالة المواد القابلة لإعادة التدوير من مرافق استعادة المواد.